# Edward Rimkus
Edward William „Ed” Rimkus (ur. 10 sierpnia 1913 w Schenectady, zm. 17 maja 1999 w Long Beach) – amerykański bobsleista, złoty medalista igrzysk olimpijskich.

## Kariera
Największy sukces w karierze osiągnął w 1948 roku, kiedy reprezentacja USA w składzie: Francis Tyler, Patrick Martin, Edward Rimkus i William D’Amico zdobyła złoty medal w czwórkach na igrzyskach olimpijskich w Sankt Moritz. Był to jego jedyny start olimpijski i zarazem jedyny medal wywalczony na międzynarodowej imprezie tej rangi. W 1947 roku został wicemistrzem kraju w tej samej konkurencji. Karierę zakończył w 1948 roku.